# Meringa centralis
Meringa centralis är en spindelart som beskrevs av Forster 1990. Meringa centralis ingår i släktet Meringa och familjen Synotaxidae. Inga underarter finns listade i Catalogue of Life.